# خلیفه‌لوکندی بزرگ
خلیفه‌لوکندی بزرگ روستایی است که در استان اردبیل، شهرستان بیله‌سوار، بخش قشلاق‌دشت، دهستان قشلاق شرقی قرار دارد.

## جمعیت
بر اساس سرشماری سال ۱۳۸۵ جمعیت این روستا ۷۵۴ نفر با ۱۴۲ خانوار بوده‌است.